# Hradčany u Žehuně
Hradčany (deutsch Ratschan, auch Raczan) ist eine Gemeinde in Tschechien. Sie liegt elf Kilometer östlich von Poděbrady und gehört zum Okres Nymburk.

## Geographie
Hradčany befindet sich rechtsseitig der Cidlina an deren Zufluss Milešovický potok auf der Ostböhmischen Tafel. Südöstlich liegt der Teich Žehuňský rybník und im Osten das Waldgebiet Žehuňská obora. Unmittelbar östlich des Dorfes befindet sich das Naturschutzgebiet Báň. Im Süden verläuft die Bahnstrecke Velký Osek–Trutnov, dort liegt die Bahnstation "Dobšice nad Cidlinou". Östlich erhebt sich der Hügel Na Hřebínku (Banberg, 271 m) und im Westen der Oškobrh (Wolfsberg, 285 m).
Nachbarorte sind Opočnice im Norden, Dlouhopolsko im Nordosten, Na Kopičáku und Stará Báň im Osten, Choťovice im Südosten, Žehuň, Dobšice und Libněves im Süden, Opolánky und Oškobrh im Südwesten, Kolaje im Westen sowie Srbce und Vrbice im Nordwesten.

## Geschichte
Hradčany entstand an einer mittelalterlichen Feste, die während der Hussitenkriege durch die Truppen Kaiser Sigismunds zerstört wurde. An Stelle der Feste entstand ein Hegerhaus, das als Račany bezeichnet wurde.
Später wurde auf den Fluren des 1436 niedergebrannten und erloschenen Dorfes Mastnice, südlich der Straße über die Schwarze Meile ein Dorf angelegt. Der genaue Gründungszeitpunkt ist nicht überliefert, es gilt als wahrscheinlich, dass Raczan nach 1776 im Zuge der Raabisation angelegt worden ist. Die Fluren wurden auf 30 bis 40 Familianten aufgeteilt. Erstmals urkundlich belegt ist das Dorf seit 1777. 1820 bestand Raczan aus 30 Wohnhäusern. Etwas später als Raczan wurde die Ansiedlung Nová Báň gegründet.
Nach der Aufhebung der Patrimonialherrschaften bildete Račany ab 1850 einen Ortsteil der Gemeinde Hermannsdorf im Bezirk Poděbrady. 1878 entstand die Gemeinde Račany. 1890 bestand das Dorf aus 75 Häusern und hatte 443 Einwohner. Im Jahre 1919 erfolgte die Umbenennung der Gemeinde Račany in Hradčany. 1949 wurde Nová Báň, das zuvor zu Žehuň gehört hatte, nach Hradčany eingemeindet. Beide Ortslagen sind heute zusammengewachsen. Seit dem 1. Januar 1961 gehört die Gemeinde zum Okres Nymburk.

## Gemeindegliederung
Für die Gemeinde Hradčany sind keine Ortsteile ausgewiesen. Zu Hradčany gehören die Ansiedlungen Nová Báň (Neu Ban) und Stará Báň (Alt Ban).

## Sehenswürdigkeiten
- Reste der Feste Hradčany
- Naturschutzgebiet Báň